# Jordan (Montana)
Jordan és una població dels Estats Units a l'estat de Montana. Segons el cens del 2000 tenia 364 habitants.

## Demografia
Segons el cens del 2000, Jordan tenia 364 habitants, 169 habitatges, i 98 famílies. La densitat de població era de 390,4 habitants per km².
Dels 169 habitatges en un 26% hi vivien nens de menys de 18 anys, en un 46,2% hi vivien parelles casades, en un 8,3% dones solteres, i en un 42% no eren unitats familiars. En el 39,1% dels habitatges hi vivien persones soles el 23,1% de les quals corresponia a persones de 65 anys o més que vivien soles. El nombre mitjà de persones vivint en cada habitatge era de 2,08 i el nombre mitjà de persones que vivien en cada família era de 2,8.
Per edats la població es repartia de la següent manera: un 22,3% tenia menys de 18 anys, un 6,3% entre 18 i 24, un 23,1% entre 25 i 44, un 22,3% de 45 a 60 i un 26,1% 65 anys o més.
L'edat mediana era de 43 anys. Per cada 100 dones de 18 o més anys hi havia 87,4 homes.
La renda mediana per habitatge era de 26.250 $ i la renda mediana per família de 34.583 $. Els homes tenien una renda mediana de 21.250 $ mentre que les dones 11.979 $. La renda per capita de la població era de 17.426 $. Aproximadament el 10,4% de les famílies i el 19,2% de la població estaven per davall del llindar de pobresa.

## Poblacions més properes
El següent diagrama mostra les poblacions més properes.